# Zastava Škotske
Zastava Škotske poznata je i kao Križ Sv. Andrije ili The Saltire. Sastoji se od bijelog Andrijinog križa u obliku slova X na plavoj (azurnoj) podlozi. Prema predanju, Sveti Andrija, zaštitnik Škotske, razapet je na takvom križu koji je zbog toga po njemu i nazvan.
Kao simbol Škotske Andrijin se križ prvi put pojavljuje u 12. stoljeću, točnije 1180. godine za vrijeme vladavine škotskog kralja Vilima I. Škotskog (1165. – 1214.). Zastava s Andrijinim križem na plavoj podlozi po nekim izvorima potječe iz 15. stoljeća, dok se prva ilustracija zastave nalik današnjoj pojavljuje oko 1542. u djelu Sir Davida Lyndsaya od Mounta "Registar škotskih grbova".
Godine 1606. zastava Škotske i zastava Engleske ujedinjene su u novu zastavu, tzv. "zastavu Unije" (Union Flag), kasnije zastavu Ujedinjenog Kraljevstva, kojoj je 1801. dodan još i križ Svetog Patrika, simbol Irske.